# وودرانتی
وودرانتی (به لاتین: Vodranty) یک منطقهٔ مسکونی در جمهوری چک است که در شهرستان کوتنا هورا واقع شده‌است.